# Zaak-TomPoes
TomPoes is de codenaam van een politieonderzoek uit september 2006 en de daaropvolgende rechtszaak tegen enkele leden van een Apeldoornse familie die verdacht werden van handel in softdrugs. In oktober 2009 heeft de rechtbank Zutphen de officier van justitie wegens vormfouten niet-ontvankelijk verklaard waardoor de zestien verdachten vrijuit gingen. Onder andere was in de transcriptie van een telefoontap de vraag Ben je geïnteresseerd in een S400? opgetekend als Ben je geïnteresseerd in XTC-handel?